# Billy Ficca
Billy Ficca właśc. William Joseph Ficca (ur. 15 lutego 1950) – amerykański perkusista. Współzałożyciel i muzyk zespołów The Neon Boys, Television, The Waitresses i The Washington Squares.

## Kariera
Karierę rozpoczął w 1972 u boku TomaVerlaine’a i Richarda Hella w zespole The Neon Boys, który rok później po dołączeniu Richarda Lloyda przekształcił się w Television. Z Television występował do jego rozpadu w 1978. Następnie związał się z grupą The Waitresses w której udzielał się do 1984. W międzyczasie współpracował z francuską piosenkarką marokańskiego pochodzenia Sapho. W drugiej połowie lat 80. grał w folkrockowym zespole The Washington Squares. W latach 1991–1993 udzielał się w reaktywowanym Telelvision oraz zagrał na płycieVerlaine’a (1992). W 2001 ponownie wziął udział w powrocie Television, a także kontynuował współpracę z Verlaine’em w 2006 przy jednym z jego albumów. W latach 2007–2009 zagrał również na płytach Richarda Lloyda.

## Dyskografia

### z Television
- Marquee Moon (1977)
- Adventure (1978)
- Television (1992)

### z The Neon Boys
- That’s All I Know (Right Now) (1980)

### z Sapho
- Sapho (1980)

### z The Waitresses
- Wasn't Tomorrow Wonderful? (1982)
- Bruiseology (1983)

### z The Washington Squares
- The Washington Squares (1987)
- Fair And Square (1989)

### z Tomem Verlaine’em
- Warm and Cool (1992)
- Around (2006)

### z Richardem Lloydem
- The Radiant Monkey (2007)
- The Jamie Neverts Story (2009)